# Plínio Octávio de Santana e Silva
Plínio Octávio de Santana e Silva (Elvas, 16 de agosto de 1890 — Lisboa, 7 de junho de 1948), mais conhecido por Plínio Silva, foi um oficial de Engenharia do Exército Português e engenheiro civil, que exerceu funções políticas de relevo, entre as quais as de Ministro do Comércio e Comunicações do 41.º governo republicano, em funções de 22 de novembro de 1924 a 15 de fevereiro de 1925. Foi um destacado opositor ao regime do Estado Novo

## Biografia
Nasceu em Elvas. Formou-se em engenharia, tendo sido um dos melhores alunos do seu curso. Foi integrado no Corpo Expedicionário Português, tendo-se distinguido pelos seus serviços na Primeira Guerra Mundial.
Exerceu como director da divisão dos Caminhos de Ferro do Sul e Sueste, onde se distinguiu pela reforma que realizou nos serviços de administração.
De índole republicana, foi militante da Esquerda Democrática, sendo deputado e assumindo a posição de Ministro do Comércio e Comunicações durante o governo de José Domingues dos Santos. Procurou resolver, através da fundação da Cooperativa Auto Mecânica de Portugal, os problemas de transportes em Lisboa, mas sem sucesso.
Em 1945, esteve ligado ao Movimento de Unidade Democrática, aquando da breve abertura encetada por António de Oliveira Salazar depois do final da Segunda Guerra Mundial, que permitiu a organização na legalidade da Oposição Democrática com vista às eleições para a Assembleia Nacional. Obteve autorização militar para se deslocar à Ilha de São Miguel, nos Açores, onde presidiu às duas reuniões do MUD do Distrito Autónomo de Ponta Delgada, que decorreram em 16 e 17 de Outubro de 1945, no Cine Jade. Regressando ao Continente, foi passado à reserva compulsiva, por motivos políticos, quando ocupava o cargo de comandante de engenharia e tinha a patente de tenente-coronel.
Faleceu em Lisboa, no dia 7 de Junho de 1948, aos 57 anos de idade.